# Kerženec
Kerženec (ruski: Керженец) je rijeka u Nižnjenovgorodskoj oblasti u Rusiji. Lijevi je pritokVolge.
Duga je 290 km, s površinom porječja je 6140 km2.
Ulijeva se u Volgu blizu gradića Liskova, nekih 70 km istočno od Nižnjeg Novgoroda.
Duž ove rijeke su postojala brojna naselja ruskih starovjernika (zvanih Керженские скиты, ili Kerženečki samostani) u razdoblju od 17. do 19. stoljeća. Njihove stanovnike su zvali keržacima (rus. nom. Кержаки).

## Vanjske poveznice
|  | Zajednički poslužitelj ima još gradiva o temi Kerženec |